# Inhibidor de la proteasa
Els inhibidors de la proteasa en biologia i en bioquímica són molècules que inhibeixen la funció de les proteases. Molts dels inhibidors de la proteasa que es presenten de manera natural són proteïnes.
En medicina, inhibidor de la proteasa sovint es fa servir de forma intercanviable amb alfa-1-antitripsina (A1AT, la qual s'abreuja comPI de l'anglès:Protease inhibitor). A1AT és l'inhibidor de proteasa més sovint implicat en la deficiència d'alfa-1-antitripsina.

## Classificació
Els inhibidors de la proteasa es poden classificar ja sia pel tipus de proteasa que inhibeixen o pel seu mecanisme d'acció. L'any 2004 Rawlings et al. van introduir una classificació basada en la seqüència d'aminoàcids. Aquesta classificació identifica 85 d'inhibidors que es nomenen amb un I seguida per un nombre, per exemple, I14 conté inhibidors semblants a la hirudina.

### Per la proteasa
Les classes de proteases són:
- Inhibidors de la proteasa aspàrtica
- Inhibidors de la proteasa cisteïna
- Inhibidors de la metal·loproteasa
- Inhibidors de la proteasa serina (serpins)
- Inhibidors de la proteasa treonina
- Inhibidors de la tripsina
  - Inhibidor de la proteasa Kunitz STI

### Pel mecanisme
Les classes són:
- Inhibidor suïcida
- Inhibidor de transició d'estat
- Inhibidor de la proteasa proteica (vegeu serpins)
- Agents quelatants

## Compostos
- Aprotinina
- Bestatina
- Inhibidor Calpain I i II
- Quimostatina
- E-64
- Leupeptina (N-acetil-L-leucyl-L-leucil-L-argininal)
- alfa-2-Macroglobulina
- Pefabloc SC
- Pepstatina
- PMSF (fluorur de fenilmetanosulforil)
- TLCK
- Inhibidors de la tripsina